# ويد والتون
ويد والتون (بالإنجليزية: Wade Walton)‏ هو موسيقي أمريكي، ولد في 10 أكتوبر 1923، وتوفي في 10 يناير 2000.